# Caspar Peucer
Caspar Peucer (též Peucker [kaspa:ɐ̯  pɔʏ̯kɐ]IPA, 6. ledna 1525 Budyšín – 25. září 1602 Dessau) byl německý církevní reformátor, matematik, astronom, lékař, diplomat a spisovatel lužickosrbského původu, jenž byl důležitým představitelem pozdního humanismu. Jako zeť a nástupce Philippa Melanchthona a rektor Univerzity ve Wittenbergu byl po jistou dobu třetím nejvlivnějším mužem německé reformace. Peucer pěstoval také četné kontakty se soudobým českým prostředím, mj. s Janem Blahoslavem a Tadeášem Hájkem z Hájku. Z jeho rozsáhlého a mnohostranného díla je dnes nejznámější veršovaný latinský chvalozpěv Idyllium Patria (Idyla o vlasti) věnovaný dějinám rodné Horní Lužice, jenž sepsal ve vězení poté, co byl v kontextu saských konfesionálních sporů zatčen pro obvinění z kryptokalvinismu.

## Život

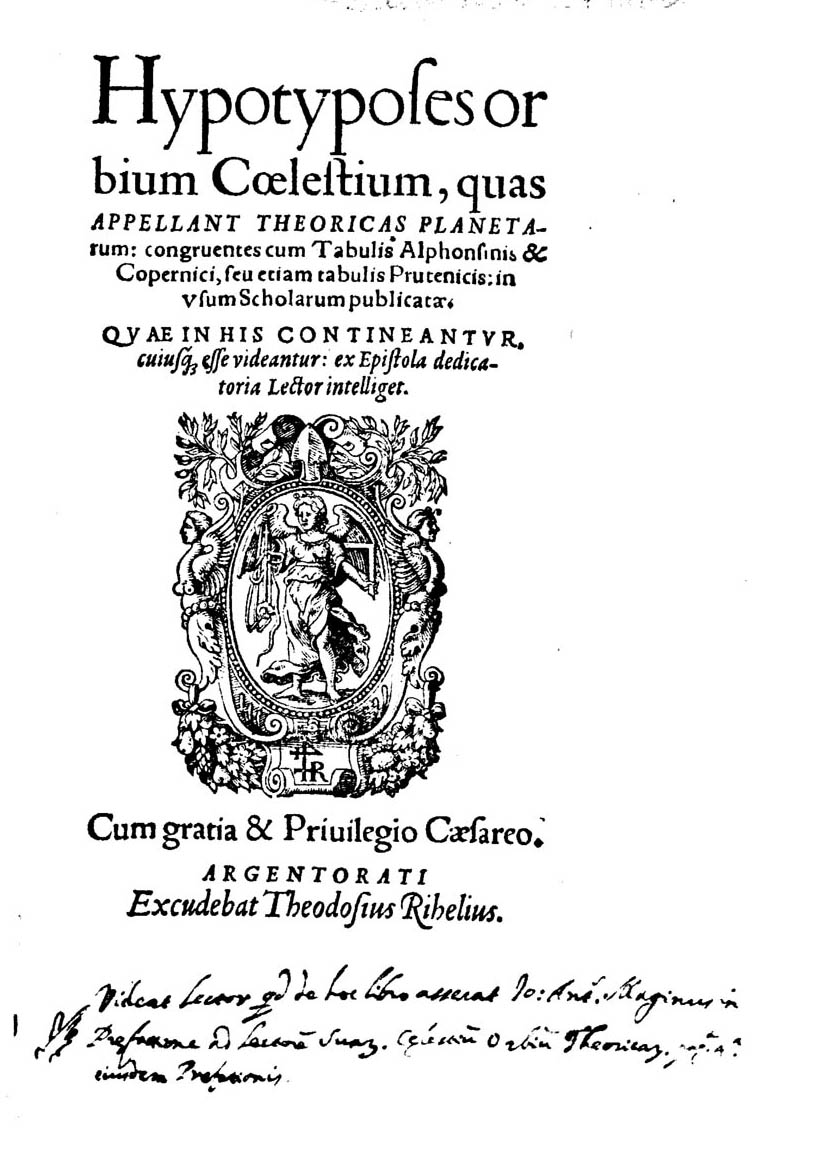
Titulní strana spisu Hypotyposes orbium cœlestium (1568)

### Dětství a mládí (1525–1540)
Caspar Peucer se narodil 6. ledna 1525 v hornolužickém Budyšíně v rodu, který byl ve městě usazen již v 15. století. Jeho otec Gregor Peucer (1497–1560) byl zámožným řemeslníkem, jeho matka Otilia Simonová († 1540) pocházela ze starousedlické (patrně srbské) rodiny. Peucerovi žili v ulici Wendische Gasse, kde bylo usazeno vícero srbských měšťanů. Caspar Peucer později vzpomínal, že již ve svém mládí ovládal lužickou srbštinu a k lužickosrbskému původu se opakovaně hlásil. V každodenním životě však používal spíše němčinu, k níž na latinské městské škole ještě přibyla latina jako jazyk vzdělanců. Poté v Budyšíně studoval na latinském gymnáziu, které tehdy vzkvétalo pod vedením Joachima Knemiandera z Lubáně, jenž vystudoval u Melanchthona ve Wittenbergu. Jako zvídavý a nadaný žák později s podporou rodičů pokračoval na latinské škole Valentina Friedlanda v Troitschendorfu u Zhořelce, kde se ještě prohloubil jeho zájem o luterství a filipismus. Potom se už vypravil přímo do vzdáleného Wittenbergu, kde se nacházelo důležité centrum rozvinuté humanistické vzdělanosti.

### Studium ve Wittenbergu (1540–1553)
V roce 1540 dorazil tehdy patnáctiletý Peucer do Wittenbergu, kde byla roku 1502 za vlády kurfiřta Fridricha III. založena zemská univerzita, která se zkráceně označovala jako „Leucorea“ (řecky: leukos=bílý, oros=kopec, tedy „weißer Berg“, resp. Wittenberg). Tato instituce byla ve druhé polovině 16. století centrem reformace a zároveň nejnavštěvovanější německou univerzitou. Melanchthon, jenž byl autorem školské reformy a veškerých osnov i učebnic, usiloval o nový typ školy orientované na humanitní ideál, na níž se měli studenti naučit dokonalé znalosti latiny slovem a písmem a v o něco menší míře také řečtiny a hebrejštiny. Předměty jako gramatika, rétorika, dialektika, hudební teorie a matematické disciplíny jako aritmetika, geometrie a astronomie měly sloužit k všestranné i důkladné přípravě specialistů, kteří budou schopni obhájit Lutherovo učení ve všech oblastech náboženského a politického života. Peucer byl po vstupu na univerzitu tak, jak to bylo v té době běžné, osobně přijat v Melanchthonově domě. Nejprve musel absolvovat tzv. pedagogium, teprve v letním semestru 1543 byl coby Caspar Beutzer Budissensis imatrikulován na artistické fakultě, kde jevil zájem zvláště o přednášky z matematiky a astronomie. V roce 1545 obdržel magisterský titul a dále pokračoval „privatim“, tedy mimo oficiální učební plán. Po Lutherově smrti, po níž se katolický císař Karel V. pokusil protestantismus vymýtit prostřednictvím šmalkaldské války, odešel Peucer do Frankfurtu nad Odrou, kde studoval medicínu. Poté mu Melanchthon nabídl místo ve Cvikově, které odmítl, načež nastoupil roku 1548 do Wittenbergu. V témže roce se zde stal členem senátu. Dne 2. června 1550 se oženil s Magdalenou, dcerou Philippa Melanchthona. Na počátku padesátých let podpořil svého tchána při přepracování jeho spisu De anima věnovaného tehdejší psychologii.

### Profesorem matematiky, filosofie a medicíny (1553–1570)
V roce 1553 byl Peucer jmenován profesorem matematiky, o rok později rovněž profesorem filosofie. Melanchthona doprovázel na jeho četných cestách, např. na Wormský sněm v roce 1557, nebo např. roku 1559 na společnou návštěvu Budyšína, a v době jeho nepřítomnosti ho ve Wittenbergu zastupoval. V lednu 1560 byl promován jako doktor medicíny a od té doby působil převážně jako lékař. Když v dubnu téhož roku Melanchthon zemřel, převzal Peucer poprvé rektorát, později byl roku 1564 prorektorem a v roce 1568 opět rektorem. Kromě toho byl osmkrát děkanem lékařské fakulty. Po tchánově smrti se začal více zabývat také teologickými otázkami a přikláněl se k filipismu, tedy směru, jenž se v některých důrazech mírně odlišoval od původní luterské bibliocentrické ortodoxie. Z podpory svého tchána bezesporu profitoval a se svou ženou žil rovněž v jeho domě jako jeho právoplatný dědic. Přitom pěstoval užitečné kontakty se saským dvorem v Drážďanech, roku 1566 byl potom císařem Maxmiliánem II. povýšen do dědičného šlechtického stavu.
Jako humanista a univerzální učenec se Peucer zabýval zvláště astronomií, jež měla podle reformačního pojetí, např. popisem úkazů komet a zatmění Slunce, dokládat aktuální Boží zásahy do stvořeného světa, a medicínou, která tradiční řecké a arabské poznatky či nejnovější nálezy z pitev doplňovala novými interpretacemi, např. jistou analogií hierarchického uspořádání orgánů v těle s dobovou stavovskou společností.  Svými astronomickými spisy přispěl k uznání Koperníkova díla, ačkoliv sám heliocentrický model odmítal. Za svou lékařskou kariéru zavedl pravidelnou výuku porodnictví a jako uznávaný consilarius, který ostatně léčil i samotného Melanchthona, poskytoval své služby nejen u dvora, ale také u jiných knížat či bohatých měšťanů. Když byl Peucer roku 1570 jmenován osobním lékařem kurfiřta Augusta, bylo jeho záměrem především využít tohoto exponovaného postavení ve prospěch univerzity.

### Vcentru dvorské politiky (1570–1574)
V Drážďanech byl Peucer zapojen do nejvyšších pater dvorské politiky (stal se rovněž vychovatelem a kmotrem princů), a třebaže většina jeho intervencí probíhala nedoloženou ústní výměnou, je pravděpodobné, že měl na politická a konfesionální rozhodnutí kurfiřta určitý vliv. To, že se dostal do značné blízkosti k výkonu moci, se však ukázalo pro jeho další život osudným. Cílem drážďanské politiky tehdy bylo udržení křehké stability v rámci Svaté říše římské, kterou narušovala probíhající věroučná diferenciace mezi luterány. Předmětem sporu byl především obřad Večeře Páně, tedy to, zda je Kristus skutečně fyzicky přítomen v chlebu a vínu a s tím související christologické otázky. Peucer byl pochopitelně stoupencem spíše dogmaticky elastičtějšího, neutrálnějšího a kompromisnějšího filipismu, který se však v průběhu vnitropolitických třenic dostal do nepřízně vlivných ortodoxních kruhů, neboť měl nebezpečně blízko ke konkurujícímu kalvinismu. Kurfiřt, který se v nastalé situaci cítil jako oběť zrady, musel náhle se vší tvrdostí reagovat na opakovaná podezření z domácích kalvínských pobožností, jež se měla týkat filipistických elit. Peucer, jenž se otevřeně hlásil k augsburskému vyznání a k Melanchthonovu věroučnému spisu Corpus Doctrianæ, byl 1. dubna 1574 zatčen pro obvinění z konspirace.

### Zatčení a uvěznění (1574–1586)
K zatčení došlo na bezprostřední rozkaz kurfiřta a Peucer byl v Drážďanech okamžitě vsazen do vězení. V následujícím politickém procesu byly použity konfiskované dopisy, rukopisy a knihy. Učenec byl obviněn z toho, že tajně praktikuje kalvinismus a chce jej etablovat v Saském kurfiřtství. 12. dubna byl nucen pod přísahou podepsat doznání, že praktikoval nepřátelský kalvinismus a udržoval kontakty s jeho proponenty. Po svém odsouzení byl vězněn v Torgau, Rochlitz, Zeitzu a v Lipsku, přičemž podmínky jeho internace byly několikrát zostřeny. Kurfiřt, jenž „Případ Peucer“ bedlivě sledoval, rozhodoval o tom, zda a kdy vězeň dostane papír a inkoust, aby mohl napsat dopis svým blízkým. Ze závěti, kterou učenec sepsal ve vězení v roce 1584, je patrné, že měl za to, že již v žaláři zemře a že před Kristem své přesvědčení a čest zpečetí svou smrtí. K tomu však nedošlo. Dne 8. února 1586 se brána věznice otevřela, neboť Peucer na základě přímluvy knížete Jáchyma Arnošta Anhaltského, s jehož dvanáctiletou dcerou se kurfiřt právě oženil, dostal milost.

### Po propuštění (1586–1602)
K posledním létům Peucerova života, která strávil k Anhaltském knížectví, jež bylo Melanchthonově věrouce více nakloněno, je jen málo historických pramenů. Jisté je, že propuštěnému učenci se tu dostalo uznání a jako knížecí rada měl bezpochyby vliv na zdejší poměry. Peucer zřejmě neměl potíže s přijatým závazkem, že se vystříhá jakýchkoliv polemik proti mocnému saskému kurfiřtovi a jeho potomkům. V Dessau, kde se usadil, získal brzy podobné postavení, jako měl v Drážďanech, neboť se stal osobním lékařem knížete. V roce 1587 se podruhé oženil s vdovou po budyšínském purkmistrovi Hieronymu Berckmannovi Christinou, roz. Schildovou. V té době sepsal řadu matematických, astronomických, historických a teologických spisů. Poslední dva dny svého života nebyl schopen mluvit, protože patrně prodělal záchvat mrtvice. Caspar Peucer zemřel v Dessau 25. září 1602 ve věku 77 let. Z deseti dětí, které měl s Magdalenou, dcerou Melanchthona, zemřely čtyři v dětském věku. Z textu, který napsal krátce před smrtí, je zjevné, že byl přesvědčen, že brzy propukne náboženská válka evropských rozměrů. O 100 let později sepsal Johann Christian Leupold jeho životopis, který zakončil těmito slovy: „Zkušený čtenář ostatně posoudí jeho genialitu a výkony sám i bez mého vedení a uvidí z nich alespoň tolik, že lékaři, když se příliš horlivě zabývají teologií, někdy upadají do podivných snů a přicházejí kvůli tomu do posměchu a neštěstí.“

## Dílo
| Idyllium Patria (...) Lusato arcem igitur Sorabo Zechio atque Polono Opposuit Francus limite contiguo. In quo concurrere suis hi finibus omnes Diversas quamvis incoluere plagas. Ac fossis septam vallo circumdedit alto Militis auroram versus ad excubias. Securas praestare vias, villasque tueri Cuis ab immiti cura latrone fuit. Quin et tres statuit castrum foris ante tabernas, Hospita defesso tutaque recta viro. Post aliquot sed saecla: ubi Franca potentia lapsa Nudavit solitis haec loca subsidiis: Nissana ista iterum cessit provincia dudum Vicinis populis praeda petita feris. Arcem Boiemus prior et pugnacior armis Maturis fecit deditione suam. Vrbemque adstruxit, gravida de coniuge adimplens Votum; si soboles mascula nata foret. Nam partu primo facilique enixa maritum Possessa fecit sospes in arce patrem. Hinc urbi a voto tractum post nomen inhaesit, Quod rogat, ut foetum det DEUS esse marem. Idyllion de Lusatia (1583) |
| |

| Idyla o vlasti (úryvek) Naproti Lužici, Srbovi, Čechovi, Poláku postavil Frank svůj hraniční hrad, do něho odevšad všichni se seběhli, kdo dříve bydleli v rozličných krajích. Vysokou hradbou, příkopy, vojáky východní hranici Frank nechal střežit. Ochránil cesty i vsi, jež se krutého zloděje bály. Před vraty postavil trojici hostinců, bezpečná místa pro znavené muže. Po letech upadla Frankova moc, s ní zmizela původní ochrana. Nížanský kraj se stal kořistí sousedních divokých plemen. Čech si chrabrými zbraněmi dobyl hraniční hrad. K němu postavil město, jak slíbil, když těhotná žena na svět přivedla syna. Prvním a snadným porodem z manžela v pevnosti otce učinila. Ze slibu zůstalo městu jméno, jež prosí, ať Bůh dá syna. [přel. Vladislav Knoll] |
| |

### Idyllium Patria
Ve Wittenbergu se Peucer společně s Melanchthonem věnovali rovněž historickým studiím i regionálním dějinám. Během svého věznění, kdy často vzpomínal na svou hornolužickou vlast, se rozhodl vytvořit jí básnický pomník v latinském jazyce. Zvolil elegické dystichon a metrickou formu, kterou převzal z Ovidia, jenž ji uplatnil v podobné situaci, totiž ve své autobiografické básni Tristia napsané ve vyhnanství. Tato patriotická báseň o dějinách Horní Lužice zahrnuje 1018 veršů. Autor nejprve popisuje geografické danosti, místní názvy a historické osídlení. Potom skicuje měnící se politické dějiny za jednotlivých císařů a králů, českou i polskou vládu, jakož i různá markrabství, velebí významná města a jejich občany a široce přitom chválí zejména hlavní město: rodný Budyšín. Chvalozpěv je založen na dobových historických poznatcích snoubících se s hlubokým zaujetím autora pro reformované křesťanství. Jedná se o první báseň o dějinách Horní Lužice.

### Spisy (výběr)
- 1550 De dimensione terrae
- 1553 Commentarius de praecipuis divinationum generibus. Dostupné online
- 1555 Propositiones de origine et causis Succini Prussiaci. Dostupné online
- 1556 Logistice astronomica hexacontadon et scrupulorum sexagesimorum. Dostupné online
- 1560 Corpus Doctrinae Philippicum
- 1561 Newe zeyttung auss Hispanien wie ... ein Königreych Türckischer art. Dostupné online
- 1562 Opera Melan
- 1563 Propositiones de hydrope, de arthritide, de pleuritide. Dostupné online
- 1587 Elementa doctrinae de circulis coelestibus et primo motu. Dostupné online
- 1594 Idyllium Patria. Dostupné online
- 1596 Tractatus historicus de Ph. Melanchthonis sententia de controversia coenae Domini. Dostupné online
- 1603 Testament D. Caspar Peucers von ihme selbs. Dostupné online
- 1605 Historia carcerum et liberationis divinæ. Dostupné online
- 1614 Practica seu Methodus curandi morbos internosDostupné online
- 1614 Tractatus de febribus. Dostupné online
- 1614 Caspari Pevceri Bvdissini Philosophiae Ac Medicinae Doctoris Eximii. Dostupné online